# Schaktfri teknik
Schaktfri teknik är en beteckning för markarbeten som utförs utan, eller med begränsad användning av, schaktning. Vanliga användningsområden för schaktfri teknik är byggande och renovering av ledningsnät för vatten, avlopp, fjärrvärme, fjärrkyla, el, gas och bredband.
Schaktfri teknik ger ekonomiska och stora miljömässiga fördelar, främst genom att schaktning eller spontning minimeras. Färre eller inga schaktmassor behöver transporteras bort eller deponeras; Även behovet av återställning avseende asfalt, stensättningar, gräsmattor eller planteringar undviks.
Att bygga och förnya med schaktfri teknik går i de flesta fall betydligt snabbare och med betydligt mindre ingrepp än schaktning, vilket gör att bilister, fotgängare och butiksinnehavare störs betydligt mindre och under kortare tid.

## Användningsområden
När ledningar ska korsa riksvägar och järnvägar är det numera nästan ett krav från Trafikverket att schaktfri teknik används.

Att korsa vattendrag med hjälp av schaktning är komplicerat, orsakar stora problem och blir kostsamt. Dessutom krävs vattendom. Schaktfri teknik är därför i de flesta fall ett bättre alternativ. Schaktfri teknik ger även fördelar då ledningar ska dras i känslig natur, passera fornlämningar eller då sjöförlagda ledningar ska föras i land.
Jordbruket vill gärna att ledningar som passerar åkermark utförs med schaktfri teknik eftersom dräneringen inte påverkas. Inte heller sprids oönskad flyghavre.

## Nya ledningar
Idag finns en rad olika schaktfria rördrivningsmetoder att välja mellan. Tekniken utvecklas snabbt och dagens utrustningar klarar alla tänkbara geotekniska utmaningar. Att borra krokiga ledningskanaler i berg är inget problem, inte heller att dra ledningar genom betongfundament eller medeltida befästningsmurar.
De vanligaste schaktfria metoderna för byggande av nya ledningar är:
| Metod               | Styrmöjlighet                                                               |
| Jordraket           | Riktas in vid start, kan inte styras aktivt                                 |
| Styrd borrning      | Aktiv styrning                                                              |
| Hammarborrning      | Kan styras vid bergborrning, ingen aktiv styrning vid borrning med foderrör |
| Rörrammning         | Riktas in vid start, kan inte styras aktivt                                 |
| Augerborrning       | Delvis aktiv styrning                                                       |
| Raiseborrning       | Pilothålet kan styras aktivt                                                |
| Rörtryckning        | Aktiv styrning                                                              |
| Mikrotunnelborrning | Aktiv styrning                                                              |

## Ledningsrenovering (relining)
Befintliga ledningar i mark kan få längre liv genom relining, som innebär att ett helt nytt rör, eller nytt ytskikt, installeras inuti det befintliga. Den renoverade ledningen får samma egenskaper och livslängd som en helt ny ledning.
De vanligaste metoderna för ledningsrenovering är:
| Flexibla foder (strumpinfodring) |
| Formpassade rör                  |
| Rörspräckning                    |
| Sliplining                       |
| Flexibel tryckslang              |
| Kortrör                          |
| Segment/element/paneler          |
| Invändig beläggning              |

När större kapacitet behövs, kan den befintliga ledningen spräckas upp och ersättas med en grövre ledning. Denna teknik kallas rörspräckning eller bursting. Alternativet till rörspräckning är att bygga en helt ny ledning på annan plats.